# Globe d'or de la meilleure musique
Pour un article plus général, voir Globe d'or.
Le Globe d'or de la meilleure musique est un prix décerné chaque année à la meilleure musique italienne.

## Globe d'or de la meilleure musique
| Année | Compositeur                          | Film                                                                               |
| ----- | ------------------------------------ | ---------------------------------------------------------------------------------- |
| 1989  | Manuel De Sica                       | Ladri di saponette                                                                 |
| 1990  | Claudio Mattone                      | Scugnizzi                                                                          |
| 1991  | Giancarlo Bigazzi et Marco Falagiani | Mediterraneo                                                                       |
| 1992  | Pino Daniele                         | Je croyais que c'était de l'amour (Pensavo fosse amore... invece era un calessede) |
| 1993  | Ennio Morricone                      | Il lungo silenzio                                                                  |
| 1994  | Federico de Robertis                 | Sud                                                                                |
| 1995  | Luis Bacalov                         | Le Facteur (Il postino)                                                            |
| 1996  | Pino Donaggio                        | Palermo Milano solo andata                                                         |
| 1997  | Pivio et Aldo De Scalzi              | Hammam, le bain turc (Il bagno turco - Hamam)                                      |
| 1998  | Nino D'Angelo                        | Mais qui a tué Tano ? (Tano da morire)                                             |
| 1999  | Alessio Vlad                         | Shandurai (L'assedio)                                                              |
| 2000  | Riz Ortolani                         | La via degli angeli                                                                |
| 2001  | Armando Trovajoli                    | Concurrence déloyale (Concorrenza sleale)                                          |
| 2002  | Luis Bacalov                         | Il consiglio d'Egitto                                                              |
| 2003  | Andrea Guerra                        | La Fenêtre d'en face (La finestra di fronte)                                       |
| 2004  | Banda Osiris                         | Primo amore                                                                        |
| 2005  | Andrea Morricone                     | Raul - Diritto di uccidere                                                         |
| 2006  | Nicola Piovani                       | Le Tigre et la Neige (La tigre e la neve)                                          |
| 2007  | Neffa                                | Saturno contro                                                                     |
| 2008  | Luis Bacalov                         | Hotel Meina                                                                        |
| 2009  | Mauro Pagani                         | L'ultimo Pulcinella                                                                |
| 2010  | Ennio Morricone                      | Baarìa                                                                             |
| 2011  | Marco Werba                          | Native                                                                             |
| 2012  | Patty Pravo                          | Com'è bello far l'amore                                                            |
| 2013  | Franco Piersanti                     | Moi et toi (Io e te)                                                               |
| 2014  | Pivio et Aldo De Scalzi              | Song'e Napule                                                                      |
| 2015  | Andrea Farri                         | Latin Lover                                                                        |
| 2016  | Carlo Crivelli                       | Sangue del mio sangue                                                              |